# Parque nacional Kinchega
El Parque Nacional Kinchega es un parque nacional en Nueva Gales del Sur (Australia), ubicado a 839 km al oeste de Sídney. El extremo este del parque fue modelado por el paso del río Darling, cerca de Menindee. El parque es habitado por gran cantidad de especies de animales salvajes. El él existe gran cantidad de artefactos aborígenes, que son el legado del pueblo Paakantji.